# 朱兴梓
朱兴梓（1937年8月—），湖北人，中华人民共和国工程师。

## 生平
1964年毕业于华中工学院，后进入中华人民共和国第一机械工业部第二设计研究院，担任工程师、高级工程师。1981年，一机部二院的陈绍元、章长东、顾立功和朱兴梓参加了引进300MW、600MW锅炉制造技术的考察。1983年，北京召开电站锅炉、核电容器焊接辅机设计研制协调会，由国机二院负责设计，设计成果交由上海锅炉厂、哈尔滨锅炉厂、东方锅炉厂共享。同年，朱兴梓担任国机二院院长。1991年，被评为有突出贡献专家。